# Ігл-Лейк (Пенсільванія)
Ігл-Лейк (англ. Eagle Lake) — переписна місцевість (CDP) в США, в окрузі Лекаванна штату Пенсільванія. Населення — 12 осіб (2010).

## Географія
Ігл-Лейк розташований за координатами 41°16′48″ пн. ш. 75°28′22″ зх. д. / 41.28000° пн. ш. 75.47278° зх. д. (41.280022, -75.472850).  За даними Бюро перепису населення США в 2010 році переписна місцевість мала площу 6,53 км², з яких 6,17 км² — суходіл та 0,35 км² — водойми.

## Демографія
Згідно з переписом 2010 року, у переписній місцевості мешкало 12 осіб у 5 домогосподарствах у складі 5 родин. Густота населення становила 2 особи/км².  Було 95 помешкань (15/км²).
Расовий склад населення:
| - 100,0 % — білих |

До двох чи більше рас належало 0,0 %. Частка іспаномовних становила 0,0 % від усіх жителів.
За віковим діапазоном населення розподілялося таким чином: 16,7 % — особи молодші 18 років, 83,3 % — особи у віці 18—64 років, 0,0 % — особи у віці 65 років та старші. Медіана віку мешканця становила 39,5 року. На 100 осіб жіночої статі у переписній місцевості припадало 140,0 чоловіків;  на 100 жінок у віці від 18 років та старших — 150,0 чоловіків також старших 18 років.
Цивільне працевлаштоване населення становило 0 осіб. 